# Iwis

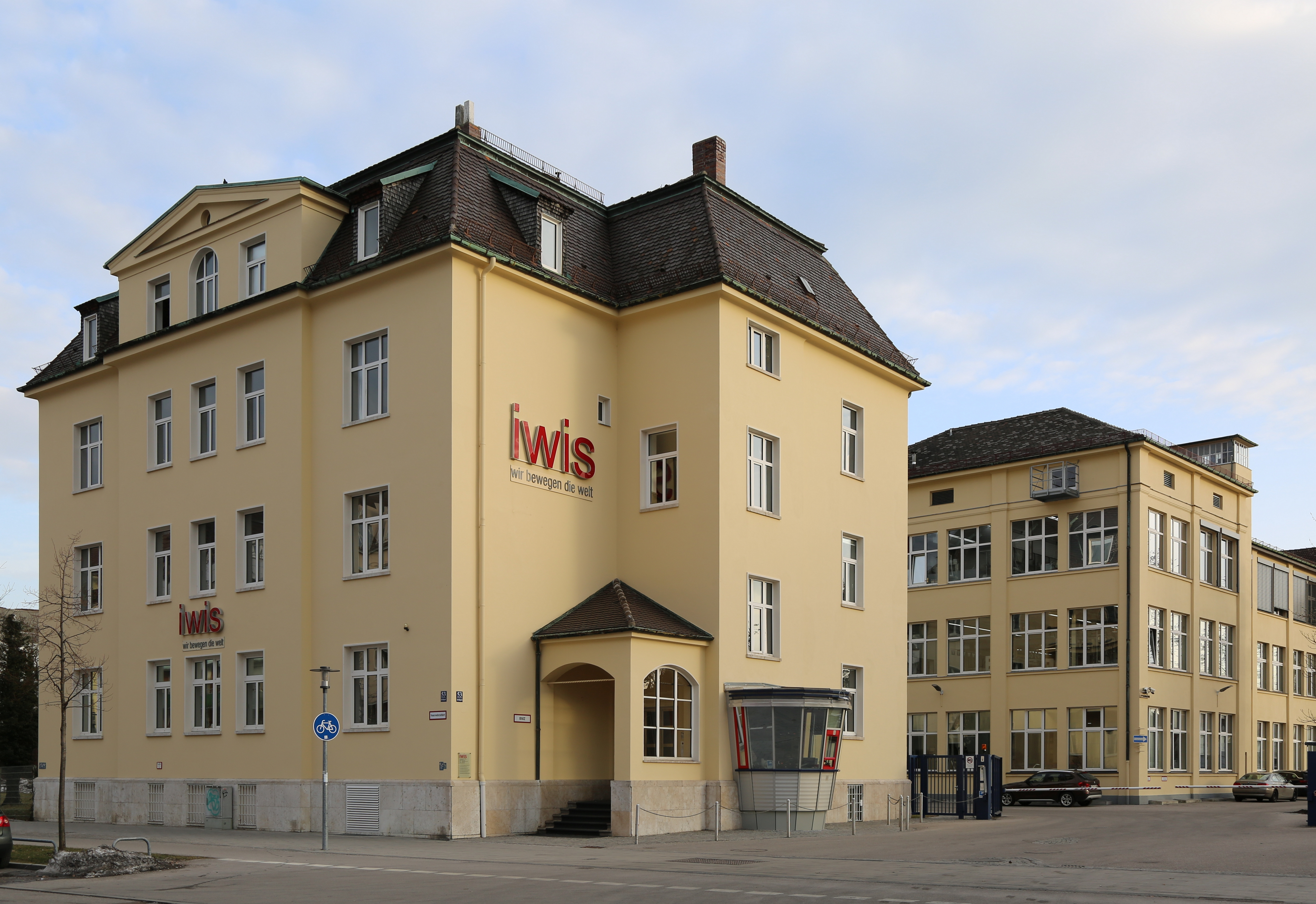
Unternehmenssitz in München

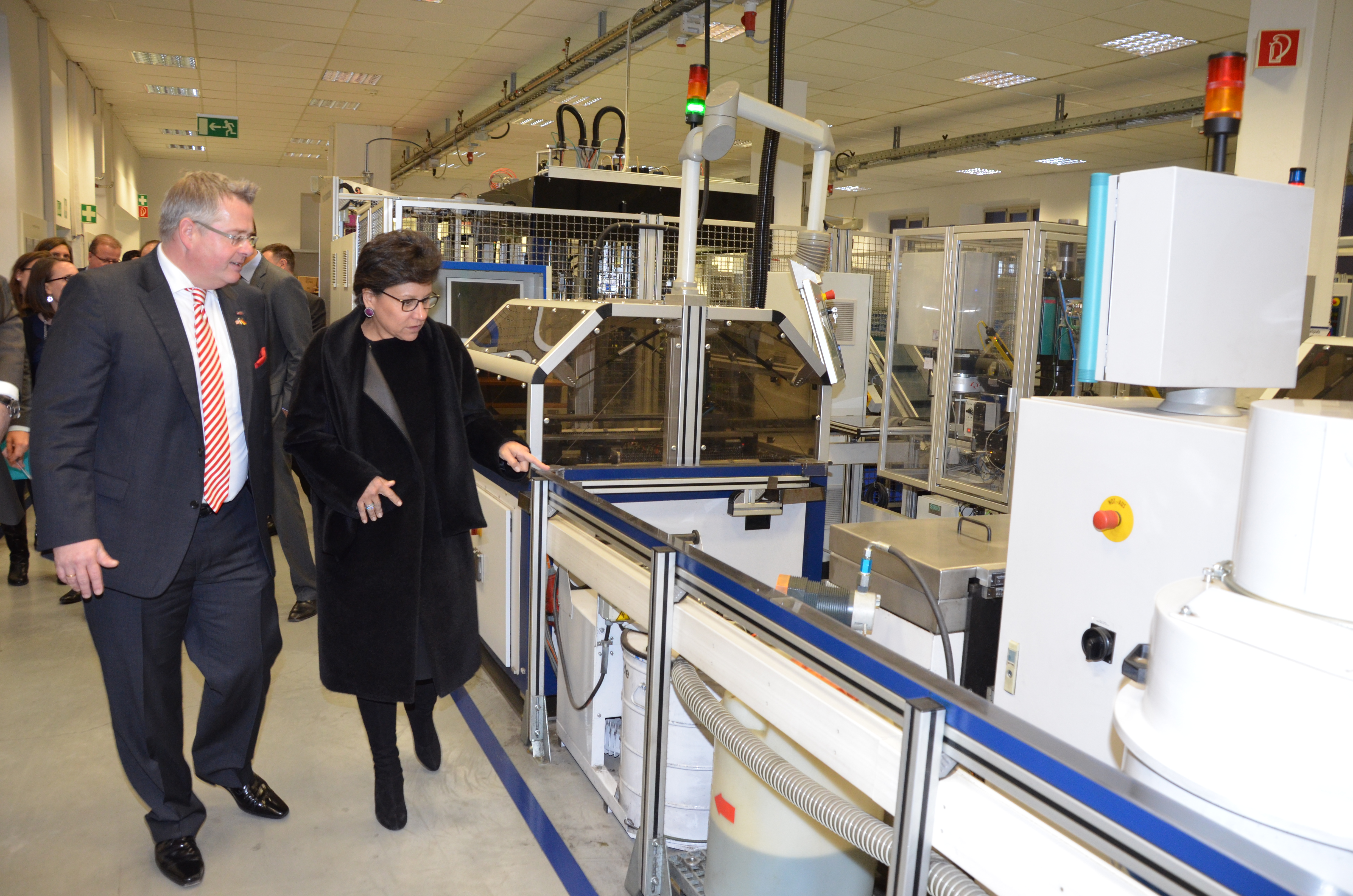
Besuch der US-Handelsministerin Penny Pritzker im November 2013. Johannes Winklhofer führt sie durch den Betrieb

iwis ist ein deutsches Familienunternehmen. Als Hersteller von mechatronischen Komponenten für die Automobil- und Energiewirtschaft, als auch Hersteller von Präzisionsketten und mechanischer Antriebstechnik für die Automobilindustrie sowie den Maschinen- und Anlagenbau ist es weltweit tätig. Daneben produziert das Unternehmen hochpräzise Stanz-Biegeteile für elektrische Anwendungen (e-Mobilität und autonomes Fahren) im Fahrzeugbau sowie für weitere Branchen. Hauptsitz des Unternehmens ist München.

## Geschichte
Das Unternehmen wurde während des Ersten Weltkrieges 1916 von Johann Baptist Winklhofer, Pionier der Fahrrad-, Motorrad-, Automobil- und Büromaschinenindustrie und Gründer der Wanderer-Werke, zunächst als Hersteller von Zündern gegründet.
Nach Kriegsende wurden auch Antriebsketten für Zweiräder und anderes produziert. 1933 traten die Söhne des Gründers ins Unternehmen ein. Ab 1939 kamen Steuerketten zum Produktportfolio hinzu, die an BMW und Škoda geliefert wurden, später auch andere Autohersteller, wie Opel und Ford.
Nach vorübergehender Stilllegung wurde die Produktion am 26. Juli 1945 wieder aufgenommen. Nachdem 1969 ein Neubau die ursprüngliche Fertigungsstätte ergänzte, begann das Unternehmen im Folgejahr auch mit der Fertigung von Kettenspannern. 1975 übernahm der Enkel des Gründers, Gerhard Winklhofer, die alleinige Unternehmensleitung. 1993 wurde ein Tochterunternehmen in Strakonice (Tschechien) gegründet. Unter Gerhard Winklhofer etablierte sich iwis als Systemlieferant für Steuertriebe für die Automobilindustrie. 1998 etablierte Gerhard Winklhofer den Beirat für das Unternehmen. 1999 übernahm in vierter Generation Johannes Winklhofer die Leitung. Im selben Jahr startete der Bau eines dritten Werks in Landsberg am Lech, das 2000 in Betrieb ging. 2006 wurde die Flexon-Gruppe durch iwis übernommen.
Ebenfalls 2006 wurde die Holdingstruktur etabliert. Die beiden Divisionen iwis motorsysteme und iwis antriebssysteme wurden eigenständige Tochterunternehmen der Joh. Winklhofer Beteiligungs GmbH & Co. KG.
2009 eröffnete das Unternehmen in Brasilien, China und Südafrika neue Standorte. 2010 kam iwis in Indien hinzu.
Weiterer Aktivitätsschwerpunkt wurde 2011 die Elektromobilität. Eine Beteiligung am österreichischen Elektromobilitätsanbieter Thien eDrives wurde eingegangen.
2012 und 2013 wurde das Werk in Landsberg ausgebaut. Außerdem wurden neue Produktionswerke in den USA (Murray, KY) und in China (Suzhou) errichtet. Ebenfalls 2013 wurde der Standort Wilnsdorf erweitert.
2014 verabschiedeten die Gesellschafter eine Unternehmensverfassung, in der die Struktur als Familienunternehmen dauerhaft verankert wurde.
2014 wurde das Tritan Beschichtungszentrum in Landsberg eingeweiht. 2017 begründete das Unternehmen die iwis systemtechnik GmbH. Das Tochterunternehmen entwickelt und produziert hochpräzise Stanz- und Biegeteile für vielfältige elektrische / elektrotechnische Anwendungen. Zielbranchen sind die Automobilindustrie, die Luft- und Raumfahrtindustrie, weiße Ware, Lichttechnik und einige mehr.
Anfang Juni 2018 erwarb iwis die Unimet GmbH in Rieden zu 100 Prozent und firmierte das Unternehmen um in iwis smart connect.
Mitte Juni 2018 eröffnete iwis ein neu gebautes Werk in Pinghu, China. Von dort werden Automobilkunden in China und Asien mit Steuertrieben beliefert.
2020 verschmolz iwis seine Tochter iwis systemtechnik mit der iwis e-tec für Anwendungen in der Elektromobilität.
2021 übernahm iwis die Söhnergroup in Schwaigern und gliederte diese zusammen mit der iwis smart connect in die neue Division iwis mechatronics ein.
iwis betreibt 28 Tochtergesellschaften weltweit und ist an fast 50 Standorten vertreten.
Soziales Engagement der Unternehmerfamilie:
1973 gründete Gerhard Winklhofer den betriebseigenen Kindergarten „Kinderkette“.
Seit 2017 unterstützt die Johannes Winklhofer Stiftung Mitarbeiter in Not.
Das Unternehmen engagiert sich in Aus- und Weiterbildung u. a. im Gerhard Winklhofer Bildungswerk e.V.

## Auszeichnungen
iwis wurde 1977 von Opel als Lieferant des Jahres ausgezeichnet, 1991 mit dem Q1-Award von Ford, 1996 mit dem Bayerischen Qualitätspreis, 1998 mit dem Umweltpreis der Landeshauptstadt München, 2002 erneut mit dem Bayerischen Qualitätspreis und dem Bayerischen Frauenförderpreis, 2004 Sieger der Kategorie „Standortchampion“ im Wettbewerb „Fabrik des Jahres“, 2005 Gesamtsieger im selben Wettbewerb. 2006, 2012 und 2015 gewann iwis bei Bayerns Best 50. 2020 wurde iwis Lieferant des Jahres bei John Deere weltweit.
Der Gründer Johann Winklhofer wurde für seine Verdienste zum Kommerzienrat ernannt. Sein Sohn Otto und auch der Enkel Gerhard Winklhofer wurden mit dem Bundesverdienstkreuz ausgezeichnet, Gerhard Winklhofer darüber hinaus mit dem Bayerischen Verdienstorden. Auch ist Gerhard Winklhofer Mitglied in der Hall of Fame der Familienunternehmer Deutschlands, ausgezeichnet vom Handelsblatt.